# Ichneumon yumyum
Ichneumon yumyum là một loài tò vò trong họ Ichneumonidae.